# حمام نادری
حمام نادری، بر روی پایه‌های تخریب شده غرفه‌های ضلع شمال غربی مسجد کبود گنبد شهرستان کلات نادر ساخته شده و مربوط به دوران حکومت نادر شاه افشار است.
ورودی این حمام از طرف غربی خارج مسجد کبود گنبد بوده و هدف این بوده که افراد پس از طهارت به فضای مسجد وارد شوند.
این حمام دارای سرحمام، خزانه، سردخانه و گرمخانه بوده و اکنون جزئی از مجموعه مسجد کبود گنبد به حساب می‌آید. آب‌انبار این بنا در مجاورت ضلع شمالی مسجد قرار دارد و هدف تأمین آب مورد نیاز اهالی ساکن در کبود گنبد یوده است.
این آب پس از آبشار قره‌سو و از عبور از باغ عمارت خورشید وارد این آب‌انبار شده و مسجد و برخی از منازل اطراف، از این آب استفاده می‌کردند.

## منبع
- حسن امیری و وحدت شاکری (۱۳۸۵)، دژ خدای آفرین، نشر خیزران